# Гран-при Краньи 2024
25-й выпуск  Гран-при Краньи — шоссейной однодневной велогонки по дорогам Словении. Гонка прошла 1 сентября 2024 года в рамках Европейского тура UCI 2024 (категория 1.2). Победу одержал российский велогонщик Роман Ермаков.

## Участники
| UCI ProTeam- Corratec-Vini Fantini UCI Continental Teams (10)- Zalf Euromobil Fior - Sava Kranj Cycling - Ljubljana Gusto Santic - Adria Mobil - Team Felt Felbermayr - Tirol KTM Cycling Team - ATT Investments - CTF Victorious - Pierre Baguette Cycling - UAE Team Emirates Gen Z Любительские, клубные или региональные команды (6)- Ribino Alpine Resort Bled - mebloJOGI Pro-concrete - MaxSolar Cycling Team - Lotus Team - So.L.Me. - Olmo - U.C. Trevigiani Energiapura Marchiol |
| |

## Маршрут
Маршрут проходил по кольцевой трассе протяжённостью 158,6 км. В общей сложности велогонщики проехали 13 кругов вокруг города Кранья.

## Ход гонки
19-летний Роман Ермаков атаковал примерно за 15 километров до финиша, и остановить его никому не удалось.

## Результаты
| \| Генеральная классификация \| Генеральная классификация \| Генеральная классификация \| Генеральная классификация \| Генеральная классификация \| \| Гонщик \| Гонщик \| Команда \| Время \| \| \| ------------------------- \| ------------------------- \| ------------------------------------ \| ------------------------- \| ------------------------- \| \| 1-й \| Роман Ермаков \| CTF Victorious \| 3ч 32' 31 \| \| \| 2-й \| Маттео Басседжо \| U.C. Trevigiani Energiapura Marchiol \| + 40 \| \| \| 3-й \| Александр Балмер \| Team Corratec-Vini Fantini \| + 43 \| \| |                  |                                      |           |
| |                  |                                      |           |
| Источник: ProCyclingStats |                  |                                      |           |
| Генеральная классификация |                  |                                      |           |
| Гонщик | Гонщик           | Команда                              | Время     |
| 1-й | Роман Ермаков    | CTF Victorious                       | 3ч 32' 31 |
| 2-й | Маттео Басседжо  | U.C. Trevigiani Energiapura Marchiol | + 40      |
| 3-й | Александр Балмер | Team Corratec-Vini Fantini           | + 43      |